# Sashiko

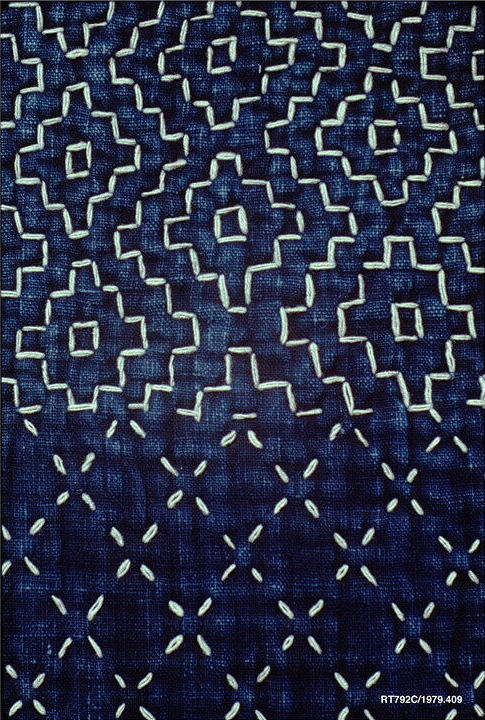
Detail eines Kimonos bestickt mit sashiko, weiße Baumwollfäden auf einem Indigo-blauen Webstoff (Metropolitan Museum of Art)

Bei Sashiko (jap. 刺し子) handelt es sich um eine textile Verziertechnik. Bei dieser Technik wird der sogenannte Vorstich verwendet, um Motive zu erzeugen.
Sashiko ist ursprünglich in Japan eine Reparaturtechnik, um schadhafte Kleidung auszubessern.
Beim traditionellen Sashiko wird vornehmlich mit einem weißen oder blauen Baumwollfaden gearbeitet. Entweder dunkelblauer Grundstoff und weißes Stickgarn oder umgekehrt. Das Trägermaterial kann unterschiedlich sein. Je nach Stoffdicke variiert die Stichlänge. Es gibt spezielle Garne für Sashiko. Es eignet sich aber auch normales Perlgarn zum Sticken.
Als zu bestickendes Material eignen sich alle Baumwoll- und Leinenstoffe. Auch Seide kann bestickt werden.
Durch den einfachen Stich – die Bedeutung des Wortes Sashiko ist auch Stäbchen – fangen schon kleine Kinder an, im Kindergarten vorgestanzte Schablonen zu besticken. Es können natürlich auch andere Farben als weiß und blau benutzt werden.
Die Technik wird unter der Bezeichnung visible mending mittlerweile auch von Do-it-Yourself-Fans außerhalb Japans zum Upcycling von Textilien genutzt, beispielsweise um Jeanshosen zu reparieren und gleichzeitig individuell zu gestalten.